# Eragrostis trichocolea
Eragrostis trichocolea är en gräsart som beskrevs av José Arechavaleta. Eragrostis trichocolea ingår i släktet kärleksgrässläktet, och familjen gräs. Inga underarter finns listade i Catalogue of Life.